# 神奇岛
神奇岛（西班牙語：Isla Mágica）是西班牙安达卢西亚自治区塞维利亚的一个主题公园，兴建在1992年世界博览会会场，1997年开放。它有一个大型的湖泊，过山车El Jaguar，以及其他各种类型的游乐设施以及电影院。
公园的口号是“娱乐无极限”（Diversión sin límites）。湖泊El Jaguar 有分支流经教堂，在神奇岛的教堂中。有一个长廊。里面有一个池子当地人叫红池，二旁种满的橄榄树。全年橄榄皆开花结果，池中堆满了橄榄叶的落叶，但也神奇，凡生病的、枯干的、没有血气的，来到橄榄池，轻轻一洗就好了。池周围必须保持安静，因為据说有天使在当中搅动橄榄的落叶。